# Melina Mercouri
Melina Amalia Mercouri (Atenas, 18 de outubro de 1920 — Nova Iorque, 6 de março de 1994), mais conhecida como Melina Mercouri (em grego: Μελίνα Μερκούρη), foi uma atriz, cantora e ativista política grega. Fez parte do Parlamento Helênico e, em 1981, tornou-se a primeira mulher a ser Ministra da Cultura na Grécia.
Seu avô, Spyros Merkouris, foi prefeito de Atenas por muitos anos. Seu pai era membro do Parlamento. Seu tio era George S. Mercouris, líder do Partido Socialista Nacional da Grécia e que se tornou presidente do Banco da Grécia durante a ocupação da Grécia pelo Eixo, durante a Segunda Guerra Mundial.
Seu primeiro filme, Stella (1955), foi dirigido por Michael Cacoyannis, o diretor de Zorba, o grego. Foi ele que a levou para Cannes, onde o filme foi indicado à Palma de Ouro. Lá, Melina conheceu o diretor Jules Dassin, com quem viveria até morrer. O casal não teve filhos.
Melina tornou-se conhecida mundialmente quando estrelou, em 1960, o filme Never on Sunday,  de Jules Dassin, que lhe rendeu o prêmio de Melhor Atriz no Festival de Cannes e uma indicação ao Oscar de melhor atriz. Em 1978, Melina encerrou sua carreira no cinema para se dedicar à política.
Durante o período da ditadura militar na Grécia, Melina morou na França. Quando a democracia retornou ao país, ela primeiro se tornou membro do Parlamento; depois, a primeira mulher a ser Ministra da Cultura no país por dois mandatos consecutivos; depois trabalhou novamente no mesmo cargo em 1993 e 1994. Como Ministra da Cultura, lutou para retomar os famosos Mármores de Elgin, que foram retirados do Partenon grego.
Morreu em Nova Iorque, de câncer de pulmão, aos 73 anos. Seu corpo retornou para Atenas onde teve direito a um funeral de Estado.